# Случай на станции Кочетовка
«Слу́чай на ста́нции Кочето́вка» — рассказ писателя Александра Солженицына, написанный в ноябре 1962 года и опубликованный два месяца спустя журналом «Новый мир». Сюжет основан на реально произошедшем случае в комендатуре станции Кочетовка, и это одно из немногих произведений автора, где действие происходит в ходе Великой Отечественной войны.

## Сюжет
События рассказа большей частью происходят в один вечер 1 ноября 1941 года на железнодорожной станции Кочетовка в Тамбовской области, недалеко от линии фронта. Главным героем повествования выступает дежурный помощник военного коменданта лейтенант Василий Зотов, честный и добропорядочный молодой человек, настоящий патриот, вызвавшийся на службу добровольцем сразу после окончания института. Пока местные жители занимаются повседневными делами, он очень переживает из-за развязавшейся отечественной войны, хочет к товарищам на передовую, но вопреки своим доблестным порывам вынужден заниматься тыловой рутиной. Необходимо произвести полную перепись уцелевших и повреждённых грузов подвергшегося бомбардировке железнодорожного состава, и даже эту бумажную работу лейтенант стремится сделать как можно более качественно, чтобы хоть как-то помочь сражающейся родине.
В течение дня Зотова посещают разные люди, через общение с ними более полно раскрываются черты его мировоззрения, всплывают факты его биографии. Будучи благородным идеалистом, он готов на всё ради хорошего человека, вплоть до альтруистического самопожертвования, тогда как к подлецам относится с крайней ненавистью и мечтает об их искоренении. Например, отказался жить в большом просторном доме из-за развратного поведения хозяйки, аморальной заведующей столовой, предпочёл ей холодную тесную избу дряхлой старухи. Герой всегда поступает по совести, в соответствии со своими твёрдыми нравственными принципами, однако жизнь преподносит ему такие ситуации, где выбор бывает не всегда очевиден. Так, буквально вчера на станции произошёл неприятный инцидент: молодой красноармеец, охранявший вагоны с мукой, застрелил одного из ехавших соседним поездом окруженцев, которые настолько оголодали, что ели эту муку в сыром виде, размешивая с водой. С одной стороны, постовой поступил правильно, он защищал народное имущество, но с другой, — убил воевавшего в ожесточённых боях соотечественника, такого же советского человека.
Кульминацией рассказа становится встреча Зотова с мобилизованным театральным актёром Тверитиновым, который отстал от своего поезда и добирается до места назначения на попутных. Интеллигентность этого человека очень близка герою, он заводит с ним разговор и, сам того не замечая, раскрывает душу, изливает все свои переживания. Тем не менее, в ходе непринуждённой беседы лейтенант внезапно понимает, что посетитель может оказаться подосланным шпионом, поскольку у того при себе нет никаких документов. Слушая разъяснения о своём дальнейшем пути, Тверитинов интересуется, как раньше назывался город Сталинград, и после этого вопроса Зотову кажется, что худшие опасения подтвердились, ведь советский человек не может этого не знать. Руководствуясь косвенными предположениями и догадками, в итоге помощник коменданта решает отправить актёра на проверку в органы НКВД.
Зотов уверен в правильности своего поступка, однако даже спустя несколько дней судьба Тверитинова продолжает волновать его. Желая узнать о результатах проверки, он звонит на оперативный пункт, но не получает прямого ответа. Лейтенанту хочется позвонить ещё, но, боясь навлечь на себя подозрения, он не решается. Через несколько месяцев появляется возможность спросить о предполагаемом шпионе у приехавшего по другим делам следователя, тот уверяет, их сотрудники «разберутся» с любым. Последнее предложение рассказа сообщает о том, что до самого конца жизни Зотов не мог забыть этого своего собеседника.

## Создание и публикация
Рассказ полностью основан на реальных событиях, в основу сюжета лёг реально произошедший случай на станции Кочетовка, а прототип главного героя — настоящий комендант Леонид Власов, приятель Солженицына. Ещё когда писатель жил в Рязани, этот человек приехал навестить его, в июле — августе 1962 года они вместе путешествовали на велосипедах по Латвии и Литве, проехали по многим железным дорогам того времени, и именно тогда был получен материал для «Случая». Солженицына в услышанной истории привлекла прежде всего моральная сторона случившегося, совесть, которая у многих людей находится в состоянии сна и нуждается в пробуждении. Отдельные эпизоды писатель почерпнул из своего раннего неоконченного романа «Люби революцию!», лейтенант Зотов во многом напоминает Глеба Нержина, главного героя этого во многом автобиографичного художественного произведения. Например, оттуда в неизменном виде заимствован отрывок стихотворения «Если Ленина дело падёт в эти дни, для чего мне останется жить?», заимствована сцена посещения библиотеки, схожи размышления Зотова и Нержина об отступлении и сплачивании разбитого советского сопротивления.
Рукопись создавалась в ноябре 1962 года, по словам автора, «прямо для журнала, первый раз в жизни». 26 ноября на обсуждении в редакции «Нового мира» было принято решение переименовать рассказ, поскольку Кочетовка ассоциировалась с Всеволодом Кочетовым, главным редактором конкурентного журнала «Октябрь». Как отмечал в своём дневнике Владимир Лакшин, предлагались варианты «Зелёная фуражка» и «На дежурстве», но в итоге название станции просто изменили на Кречетовка. На том же совещании некоторые члены редколлегии, в том числе Александр Твардовский, выразили сомнение в том, что человек может забыть о переименовании Царицына в Сталинград, однако Солженицын настаивал — в действительности всё было именно так.
Несмотря на то что писатель готовил текст специально для «Нового мира», главный редактор «Правды» Павел Сатюков попросил небольшой кусок из рассказа для своей газеты. Солженицын выбрал отрывок, где персонажи обсуждают убийство окруженца, от «На письменном столе Зотова стояло два телефона…» до «Любимый праздник в году, радостный наперекор природе, а в этот раз — рвущий душу». 23 декабря отрывок был напечатан, и эта публикация навсегда защитила рассказ от жёсткой цензуры и критики, так как считалось, что «Правда», главная идеологическая газета страны, не может ошибаться. Через месяц рассказ напечатали полностью в первом январском номере «Нового мира», вместе с «Матрёниным двором» под общей шапкой «Два рассказа», тираж номера составил 102,7 тысячи экземпляров.

## Отзывы
Отрицательных отзывов на рассказ не было по причине публикации отрывка в «Правде», а положительные поступали регулярно. Варлам Шаламов назвал «Случай» обвинительным актом большой силы, отметив, что по своей художественной силе он не уступает «Ивану Денисовичу», а кое в чём даже превосходит. Корней Чуковский после прочтения рассказа отозвался о Солженицыне как о достойном продолжателе Толстого и Чехова. Положительно отзывался о произведении и прототип главного героя, в личной переписке с автором он писал следующее: «Разумеется, у меня нет абсолютно никаких возражений против использования тобой всего, что ты знаешь обо мне и от меня. Могу только радоваться, что моя более чем заурядная персона в какой-то мере способствует расцвету советской литературы».
Вскоре после публикации «Случая на станции Кочетовка» представители киностудии «Ленфильм» предложили автору договор на экранизацию рассказа, однако Солженицын сразу же отказался: «отдать им права, а они испортят, покажут нечто осовеченное, фальшивое? — а я не смогу исправить…».